# Aelurillus unitibialis
Aelurillus unitibialis is een spinnensoort in de taxonomische indeling van de springspinnen (Salticidae).
Het dier behoort tot het geslacht Aelurillus. De wetenschappelijke naam van de soort werd voor het eerst geldig gepubliceerd in 2002 door Azarkina.